# Solveig Gulbrandsen
Solveig Gulbrandsen (ur. 12 stycznia 1981) – norweska piłkarka, jedna z najwybitniejszych reprezentantek swojego kraju, złota medalistka olimpijska z Sydney (2000) i uczestniczka olimpiady 2008 w Pekinie, uczestniczka Mistrzostw Europy 2005 (wicemistrzostwo), na których zdobyła 3 bramki, Mistrzostw Europy 2009, a także Mistrzostw Świata 2007 rozegranych w Chinach, gdzie Norwegia zajęła IV miejsce, trzykrotna mistrzyni Norwegii. 
Podczas swojej kariery w latach 1997–2017 była zawodniczką takich klubów jak Kolbotn, Stabæk, FC Gold Pride i Vålerenga
W reprezentacji Norwegii zadebiutowała 17 czerwca 1998 w meczu z Niemcami i odtąd jest regularnie powoływana do reprezentacji kraju. Uczestniczyła we wszystkich ważnych imprezach międzynarodowych z udziałem Norwegii w ostatnich latach.
Gulbrandsen jest żoną norweskiego trenera Espena Andreassena, który zatrudniony jest w żeńskiej sekcji klubu Kolbotn Idrettslag. W czerwcu 2008 roku urodziła syna Theodora.

## Osiągnięcia
- Mistrzyni Olimpijska (2000)
- Mistrzyni Norwegii (2002, 2005, 2006)
- Królowa strzelców Norweskiej Ekstraklasy (2003)